# Església de la Nostra Senyora de l'Assumpció (Villanueva del Río Segura)
|  | Aquest article tracta sobre l'església de la Nostra Senyora de l'Assumpció de Villanueva del Río Segura a la regió de Múrcia. Si cerqueu l'església de la Nostra Senyora de l'Assumpció de Biar al País Valencià, vegeu «Església de la Nostra Senyora de l'Assumpció de Biar». |

L'església de la Nostra Senyora de l'Assumpció en Villanueva del Río Segura (regió de Murcia, Espanya) fou construïda a principis del segle xix en estil neoclàssic. Les seves traces es deuen a l'arquitecte Juan de Villanueva.

## Història

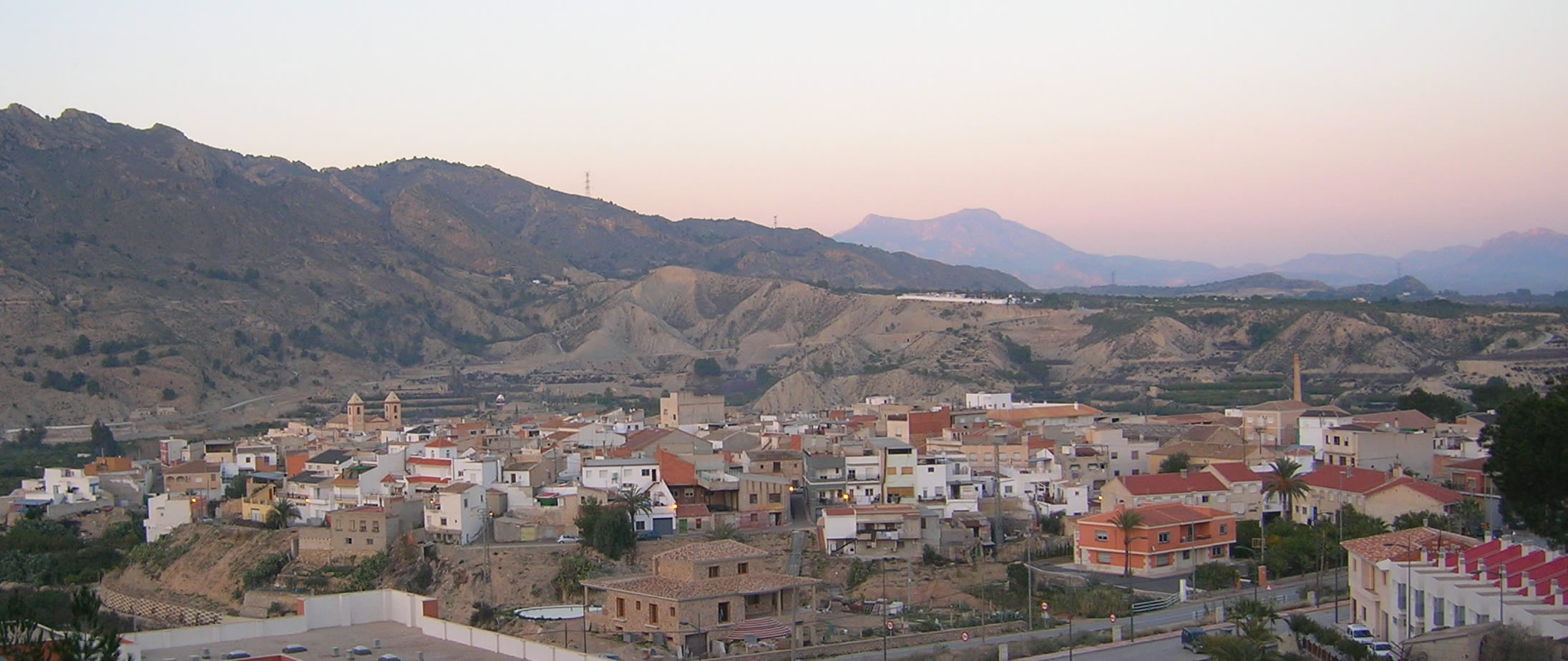
Panoràmica de Villanueva del Rio Segura amb la imatge de l'església al fons a l'esquerra.

A petició del rei Ferran el Catòlic, el Papa Juli II va crear en 1505 els curats de la Vall de Ricote. En la butlla atorgada a aquest propòsit, que té data de 23 d'agost de l'esmentat any, disposa el Pontífex, «que les mesquites en què celebraven els seus ritus els agarens d'aquests pobles anessin convertides en esglésies». En aquells dies, Villanueva era coneguda com a Benmur, i va passar a denominar-se Villanueva de Val de Ricote. Així es va fer i l'antiga mesquita, va passar a denominar-se com església de Sant Mateu.
Durant el segle xviii, van ser constants els debats suscitats entre Ulea i Villanueva sobre la primacia de les seves respectives esglésies, el qual seria fallat a favor d'Ulea en 1783. D'aquesta forma, a partir de 1795 es van clavar les gestions per promoure la construcció d'un nou temple.
Les traces d'aquest temple les va enviar Juan de Villanueva i les obres van donar començament sota el suport Real per diferents Reals Ordres en les quals es disposava el finançament amb fons de l'Encomana de Ricote i una altra en la qual s'instava en 1806 perquè es continuessin les obres fins a la cobrició de l'església.
A causa dels esdeveniments històrics de la primera meitat del segle xix, l'obra es va paralitzar i van arribar a desamortitzar-se els béns de l'església, de tal forma, que fins als plànols enviats per Villanueva es van perdre.
De 1859 són els plànols que es conserven de l'arquitecte neoclàssic José Ramón Berenguer, qui va continuar l'obra i va prendre com a exemple l'Oratori del Cavaller de Gràcia realitzat entre 1786 i 1795 pel mateix Juan de Villanueva. Les obres es van reiniciar en 1860.
En 1861, sol·licitava l'ajuntament de Villanueva al Tribunal de les Ordres que fos restituït a l'Església l'arxiu parroquial que es conservava a Ulea, però la resposta va ser negativa. En 1881 van sortir a subhasta pel ministeri de Foment les obres de la coberta, i en 1882 l'obra va quedar finalitzada. Possiblement, l'interior va ser acabat per Justo Millán en 1891 doncs l'obra interior de l'església no concorda amb els plànols de Berenguer, ja que de la disposició de les columnes que divideixen la nau central de les laterals es disposen pareades igual que en el Panteó romà.

## Característiques
L'església és d'estil neoclàssic, de planta rectangular coberta per volta de canó amb llunetes i dividida en tres naus per columnes d'estil dòric. La façana està flanquejada per dues torres de planta quadrada.
La portada és senzilla, tal com ho requereix l'estil en el qual està construïda, rematada per un frontó triangular i la porta de llinda s'emmarca amb dues pilastres d'ordre jònic.

## Végeu també
- Església de Sant Francesc.
- Església de Santa Eulàlia.
- Convent de Sant Domènec i capella del Rosari.
- Monestir de Santa Clara la Real.